# Кубок Словаччини з футболу 2010—2011
Кубок Словаччини з футболу 2010–2011 — 18-й розіграш кубкового футбольного турніру в Словаччині. Титул вдруге поспіль здобув Слован (Братислава).

## Календар
| Раунд        | Дата                        | Матчі | Клуби   |
| ------------ | --------------------------- | ----- | ------- |
| Перший раунд | 24-25 серпня 2010           | 20    | 52 → 32 |
| 1/16 фіналу  | 21-28 вересня 2010          | 16    | 32 → 16 |
| 1/8 фіналу   | 19-26 жовтня 2010           | 8     | 16 → 8  |
| 1/4 фіналу   | 2 листопада - 1 грудня 2010 | 8     | 8 → 4   |
| 1/2 фіналу   | 5/19 квітня 2011            | 4     | 4 → 2   |
| Фінал        | 8 травня 2011               | 1     | 2 → 1   |

## 1/16 фіналу
| Команда 1                     | Рахунок      | Команда 2                        |
| ----------------------------- | ------------ | -------------------------------- |
| 21 вересня 2010               |              |                                  |
| Слован Дусло (Шаля) (2)       | 0:1          | Нітра                            |
| Петржалка (2)                 | 2:1          | ДАК 1904 (Дунайська Стреда)      |
| Кремничка (4)                 | 0:3          | Дубниця                          |
| Вранов-над-Топльоу (3)        | 0:5          | Жиліна                           |
| Попрад (3)                    | 0:1          | Дукла                            |
| Спартак (Миява) (3)           | 3:1          | Сениця                           |
| Пезинок (3)                   | 0:3          | Сенець (2)                       |
| Шаморин (3)                   | 2:5          | ВіОн Злате Моравце               |
| 22 вересня 2010               |              |                                  |
| Одева (Липани) (3)            | 1:1 пен. 4:3 | Татран (Пряшів)                  |
| Шпорт-2 (Подберезова) (3)     | 2:0          | Дольний Кубін (2)                |
| Гуменне (3)                   | 1:2          | Татран (Ліптовський Мікулаш) (2) |
| Земплін (Михайлівці) (2)      | 0:0 пен. 3:4 | Ружомберок                       |
| Спішська Нова Весь (3)        | 3:0          | Кошице                           |
| Блава (Ясловське Богунце) (3) | 0:5          | Тренчин (2)                      |
| Слован (Братислава)           | 6:0          | Пухов (2)                        |
| 23 вересня 2010               |              |                                  |
| Слован (Немшова) (3)          | 0:2          | Спартак (Трнава)                 |

## 1/8 фіналу
| Команда 1                        | Рахунок      | Команда 2           |
| -------------------------------- | ------------ | ------------------- |
| 19 жовтня 2010                   |              |                     |
| Одева (Липани) (3)               | 0:1          | Ружомберок          |
| Татран (Ліптовський Мікулаш) (2) | 0:0 пен. 4:2 | Дукла               |
| Шпорт-2 (Подберезова) (3)        | 0:1          | Нітра               |
| Спішська Нова Весь (3)           | 0:5          | Спартак (Трнава)    |
| Спартак (Миява) (3)              | 1:0          | Дубниця             |
| Тренчин (2)                      | 1:1 пен. 2:3 | Слован (Братислава) |
| ВіОн Злате Моравце               | 2:1          | Петржалка (2)       |
| 26 жовтня 2010                   |              |                     |
| Сенець (2)                       | 1:3          | Жиліна              |

## 1/4 фіналу
| Команда 1                        | Заг. | Команда 2           | 1-й матч | 2-й матч |
| -------------------------------- | ---- | ------------------- | -------- | -------- |
| 2/23 листопада 2010              |      |                     |          |          |
| Спартак (Миява) (3)              | 0:3  | Слован (Братислава) | 0:1      | 0:2      |
| Ружомберок                       | 0:3  | Спартак (Трнава)    | 0:1      | 0:2      |
| Нітра                            | 1:2  | ВіОн Злате Моравце  | 1:0      | 0:2      |
| 10 листопада/1 грудня 2010       |      |                     |          |          |
| Татран (Ліптовський Мікулаш) (2) | 0:4  | Жиліна              | 0:1      | 0:3      |

## 1/2 фіналу
| Команда 1           | Заг. | Команда 2          | 1-й матч | 2-й матч |
| ------------------- | ---- | ------------------ | -------- | -------- |
| 5/19 квітня 2011    |      |                    |          |          |
| Жиліна              | 3:1  | ВіОн Злате Моравце | 3:0      | 0:1      |
| Слован (Братислава) | 5:4  | Спартак (Трнава)   | 2:2      | 3:2      |

## Фінал
| 8 травня 2011 14:30 (EEST) |

| Слован (Братислава)           | 3:3 дч   | Жиліна                            |
| ----------------------------- | -------- | --------------------------------- |
| Гулдан 7' (аг) Шебо 76', 113' | Протокол | Зошак 15' Лієтава 40' Мраз 120+1' |

| Штявницький, Банська Бистриця Глядачів: 2 653 Арбітр: Павел Краловець |

|                                                                 |     | Пенальті                                               |  |
| Шебо · Жофчак · Грендел · Грдлічка · Гуеде · Добротка · Досуділ | 5:4 | Мраз · Гулдан · Піх · Шурек · Лієтава · Сісей · Гергел |  |